# Sally Beamish
Sally Frances Beamish (født 26. august 1956 i London, England) er en engelsk komponist og violinist.
Beamish studerede komposition og violin på Det kongelige Nordlige Musikkonservatorium i London hos bl.a. Lennox Berkeley. Hun har skrevet 2 symfonier, orkesterværker, kammermusik, koncertmusik, korværker, sange, sceneværker etc. Hun var violinist i forskellige orkestre, men flyttede en periode til Skotland, hvor hun herefter koncentrerede sig hovedsagligt om sin kompositions virksomhed.

## Udvalgte værker
- Symfoni nr. 1 (1992) - for orkester
- Symfoni nr. 2 (1998) - for orkester
- 2 Bratschkoncerter (1995, 2001) - for bratsch og orkester
- Fløjtekoncert (2005) - for fløjte og orkester